# Tangaza
Errore Lua in Modulo:Conversione alla linea 59: unità di misura incompatibili: weight e area.
Tangaza è una delle aree a governo locale (local government areas) in cui è suddiviso lo stato di Sokoto, nella Repubblica Federale della Nigeria.
Si estende su una superficie di 2477 km² e conta una popolazione di 113 853 abitanti.